# 平和バイパス

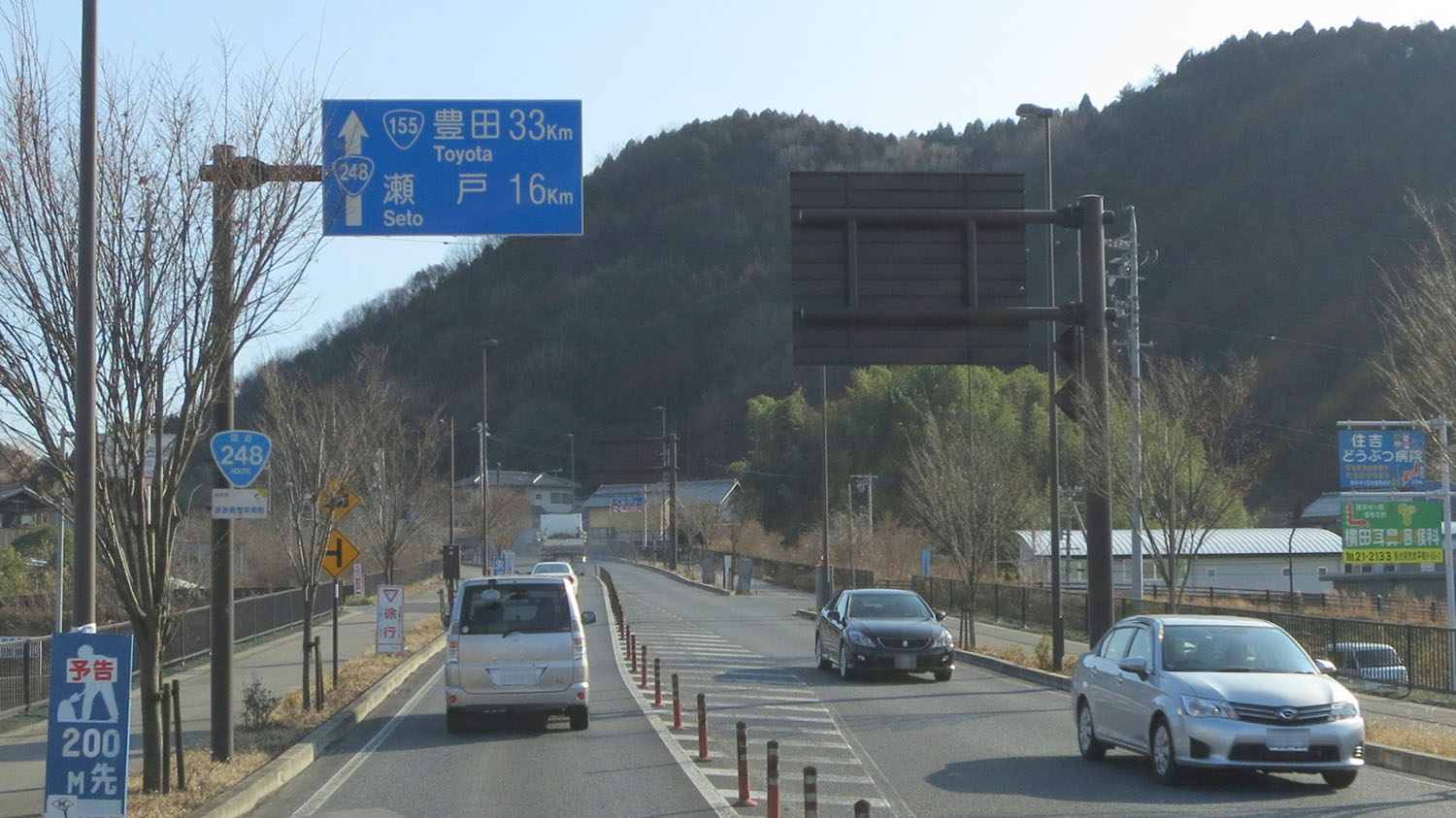
平和バイパス
岐阜県多治見市平和町５丁目

平和バイパス（へいわバイパス）とは、岐阜県多治見市大畑町から、同市平和町に至る、国道248号のバイパスである。

## 概要
別名、多治見南バイパス。市内の渋滞緩和を目的に計画され2006年に完成。旧道は愛知県道・岐阜県道15号名古屋多治見線、愛知県道・岐阜県道13号豊田多治見線及び市道となっている。
総工費は約100億円。

### 路線データ
- 起点：岐阜県多治見市大畑町赤松
- 終点：岐阜県多治見市平和町5丁目
- 全長：2.0km
- 規格：第3種2級
- 道路幅員：17m
- 車線数：2車線
- 車線幅員：3.25m
- 設計速度：60km/h

### 主な構造物
- 平和トンネル（469m）
- 新大畑橋（61m）
- 脇之島川橋（18m）

## 沿革
- 1975年 （昭和50年）7月：都市計画決定。
- 1994年 （平成6年）：着工。
- 2004年（平成16年）5月：平和トンネル貫通式。
- 2005年（平成17年）：一部区間開通。
- 2006年（平成18年）8月22日：全線開通。

## 接続道路
- 愛知県道・岐阜県道15号名古屋多治見線（平和町5丁目交差点）